# Дністрянська залізниця

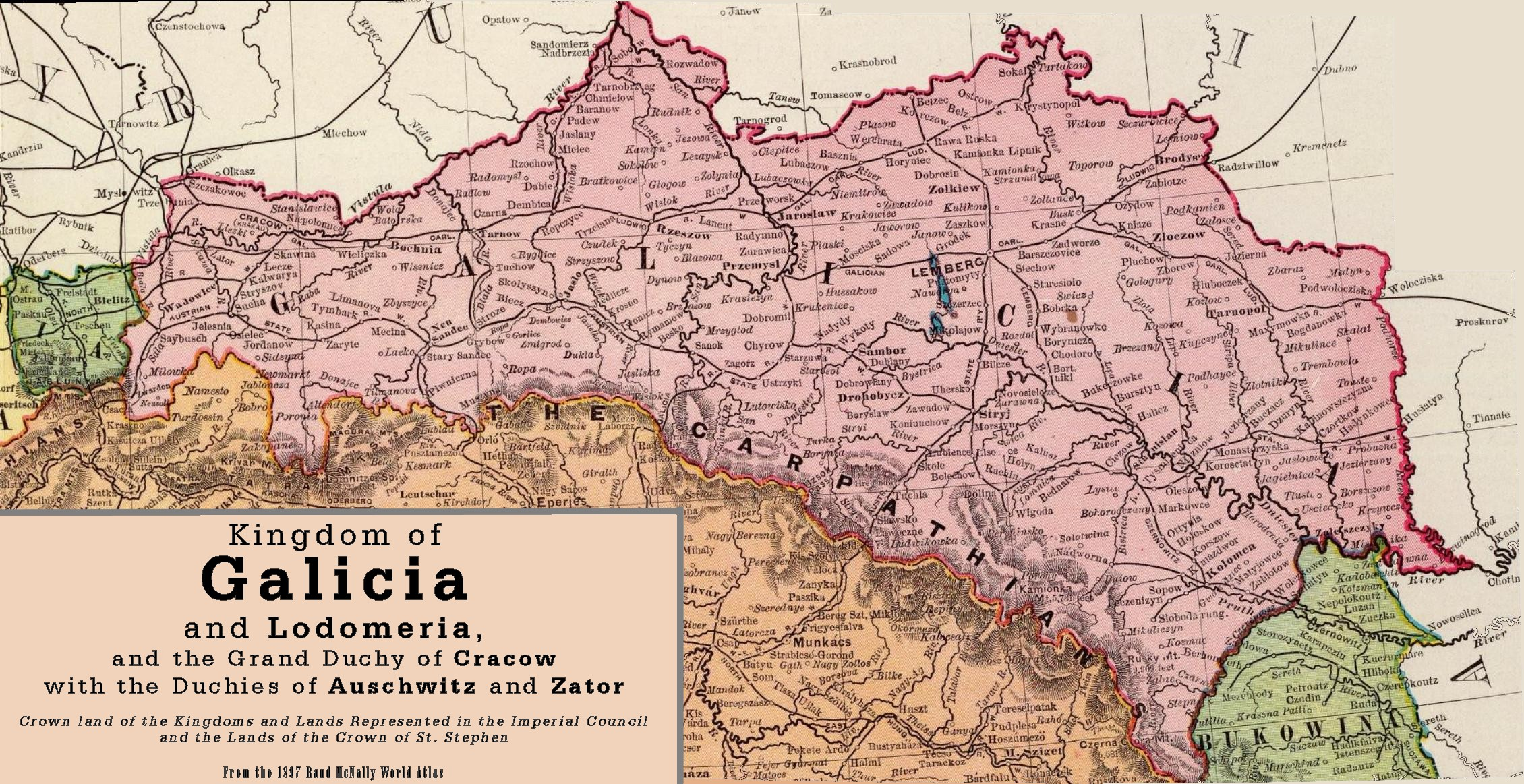
Галицькі залізниці до 1897 р.

Дністря́нська залізни́ця (нім. — Dniester Bahn) — залізнична лінія від Хирова до Стрия (Галицька трансверсальна лінія, або Трансверсалбан), фрагмент мережі залізниць у Галичині, яка до Першої світової війни була частиною Австро-Угорської імперії. Дністрянська залізниця з'єднувала міста Хирів, Самбір, Дрогобич, Борислав і Стрий. Ця залізниця була відгалуженням Першої угорсько-галицької залізниці. Безпосереднє будівництво, після — управління здійснювало «Товариство Дністрянської залізниці», утворене 30 серпня 1872 року.

## Побудова
Ідея побудови Дністрянської залізниці була передусім пов'язана з експлуатацією Бориславського родовища нафти, яке тоді активно розвивалось, а також з можливістю швидше перекидати військові частини і техніку для ефективнішої боротьби з зовнішніми чи внутрішніми ворогами Австро-Угорської імперії (військове відомство пропонувало спочатку збудувати лінію Перемишль — Хирів — Стрий — Станиславів з відгалуженням від Стрия до Львова).
Концесію на побудову Дністрянської залізниці було видано 5 вересня 1870 р. Консецію отримала група впливових польських і австрійських промисловців та громадських діячів на чолі з графом Яном Красіцкі. Консорціум графа Я. Красіцкі отримав звільнення від податків на 30 років, не вимагав від уряду гарантії прибутків.
Залізницю будували два роки, і 31 грудня 1872 р. (у визначений концесією термін) відкрили два її відтинки: 100,21 км Хирів — Стрий i 11,45 км Дрогобич — Борислав. Сумарна довжина становила 112 кілометрів. 16 листопада 1873 року її було з’єднано зі Львовом залізницею Львів — Стрий. 

## Експлуатація
У перші п‘ять років на залізниці працювало 8 паротягів (2 DB 1-2, 6 DB 3-8), 20 пасажирських вагонів та 192—194 товарні вагони.
За перший рік існування залізниці (1873 р.) нею подорожувало 126 тисяч осіб. У 1874—1880 рр. це число дуже коливалось. Але 1882 р. було перевезено вже 348 тисяч пасажирів. На лінії курсували пасажирські вагони 1, 2 і 3 класу. В 1873—1881 рр. вагонами 1 класу їздило лише 0,1—0,6 % відсотків пасажирів, 2 класу — 3,1—8,4 %. Більшість, а це 87—95 %, їздила вагонами 3 класу.
За перші чотири роки залізницею було перевезено 47—66 тисяч тонн різних товарів і багажу. Найбільше перевезено 1878 р. — 201 тисяча тонн.
Відсутність урядових гарантій прибутку при збитковості експлуатації призвели до банкрутства «Товариства Дністрянської залізниці», 8 листопада 1875 р. залізниця перейшла у власність держави за 2 млн гульденів. Керівництво рухом було передане Галицько-Угорській залізниці. Від 18 березня 1876 р. новим власником залізниці стала організація за назвою Ц. к. Австрійські державні залізниці.
За нашого часу давню Дністрянську залізницю активно використовують для пасажирських і вантажних перевезень.

## Фотографії

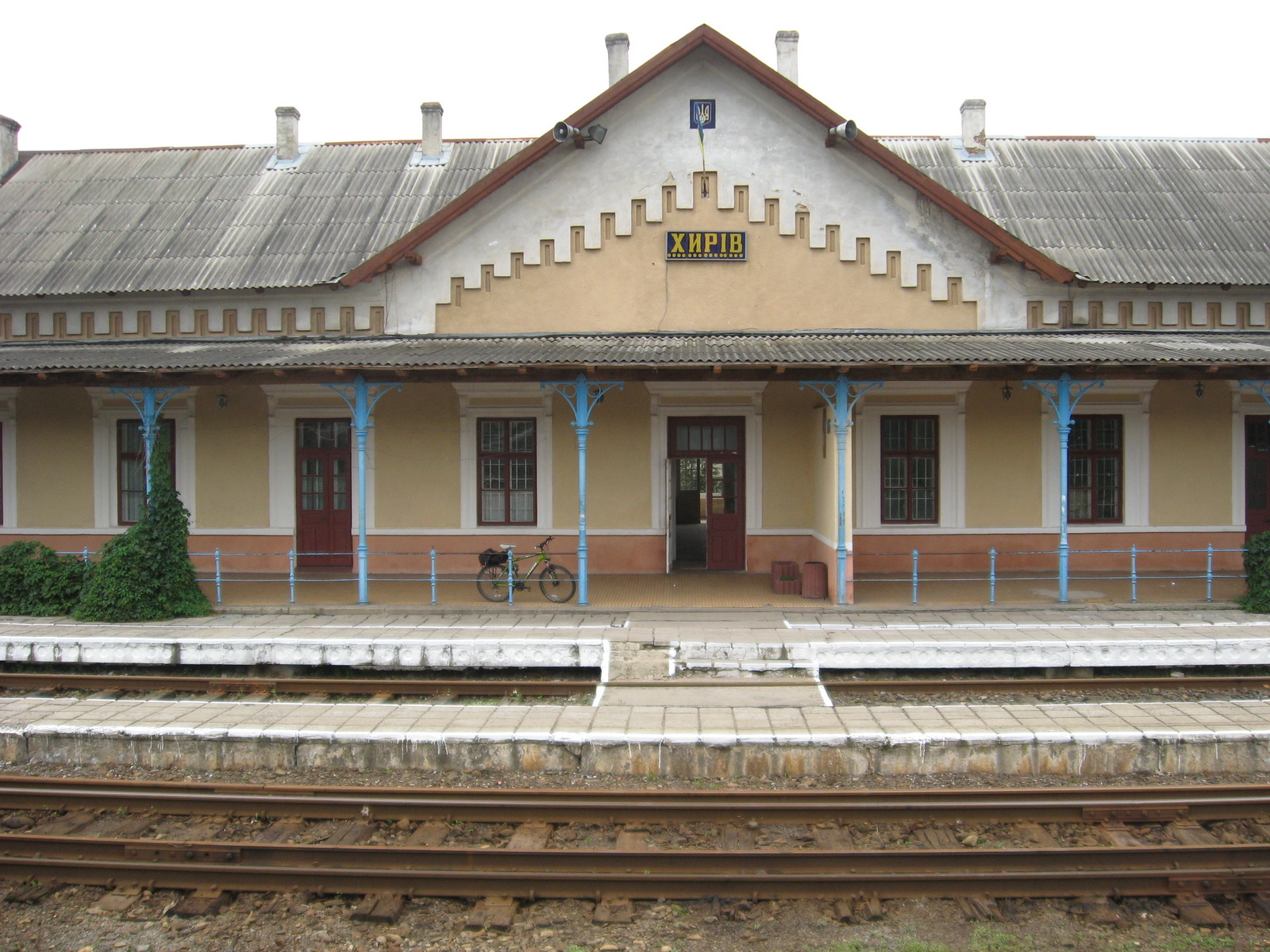
Хирівський вокзал
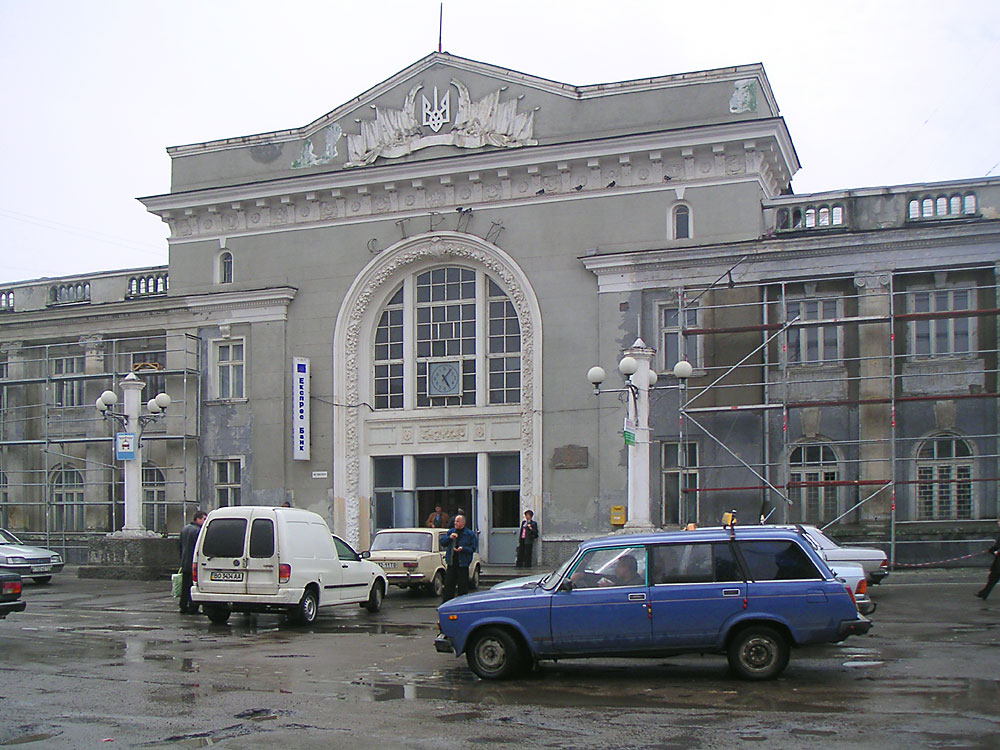
Стрийський вокзал